# Романец, Степан Васильевич
Степан Васильевич Романец (1914—1977) — подполковник Советской Армии, участник Великой Отечественной войны, Герой Советского Союза (1945).

## Биография
Степан Романец родился 12 декабря 1914 года в селе Сотники (ныне — Зиминский район Иркутской области). После окончания неполной средней школы работал лесорубом. Позднее окончил курсы трактористов и работал по специальности. В октябре 1936 года Романец был призван на службу в Рабоче-крестьянскую Красную Армию. В 1939 году он окончил Томское артиллерийское училище. С июля 1941 года — на фронтах Великой Отечественной войны.
К весне 1945 года капитан Степан Романец командовал дивизионом 511-го гаубичного артиллерийского полка 18-й гаубичной артиллерийской бригады 6-й артиллерийской дивизии прорыва 47-й армии 1-го Белорусского фронта. Отличился во время Берлинской операции. Во время переправы через Одер Романец успешно организовал форсирование реки своим дивизионом в районе города Врицен. 2 мая 1945 года в районе германского населённого пункта Треммен дивизион Романца отразил крупную немецкую контратаку, уничтожив 1 танк и около 80 солдат и офицеров противника.
Указом Президиума Верховного Совета СССР от 31 мая 1945 года за «умелое командование подразделением и проявленные при этом мужество и героизм» капитан Степан Романец был удостоен высокого звания Героя Советского Союза с вручением ордена Ленина и медали «Золотая Звезда» за номером 5614.
После окончания войны Романец продолжил службу в Советской Армии. В 1956 году в звании подполковника он был уволен в запас. Проживал в городе Климовичи Могилёвской области Белорусской ССР, работал на высоких хозяйственных и партийных должностях, был председателем Климовичского горисполкома. Умер 10 декабря 1977 года.

## Награды
- Герой Советского Союза
- Орден Ленина
- 2 Орден Красного Знамени
- Орден Александра Невского
- Орден Отечественной войны 1 степени
- 2 Орден Красной Звезды
- рядом медалей[3].